# Новоселица (Жмеринский район)
Новосе́лица (укр. Новоселиця) — село на Украине, находится в Жмеринском районе Винницкой области.
Код КОАТУУ — 0521083409. Население по переписи 2001 года составляет 331 человек. Почтовый индекс — 23114. Телефонный код — 4332.

## География
Занимает площадь 1,418 км².

## Адрес местного совета
23144, Винницкая область, Жмеринский р-н, с. Куриловцы, тел. 3-06-31.

## Известные люди
В селе родилась Тобилевич, София Витальевна.